# Флаг Липецкой области
Флаг Ли́пецкой области — официальный символ области, отображающий общественно-исторический статус Липецкой области как субъекта Российской Федерации.
20 февраля 2003 года, 10-й сессией 3-го созыва Совета депутатов Липецкой области, был принят «Закон о гербе и флаге Липецкой области». Флаг представлял собой: «Прямоугольное полотнище с соотношением ширины к длине 2:3, разделённое по горизонтали на три равные полосы — белую, зелёную и оранжевую, несущее в центре коронованный гербовый щит». Герб изображённый на флаге был принят в первом чтении на 9-й сессии 26 декабря 2002 года.
Данные флаг и герб не были одобрены губернатором Липецкой области, который наложил вето на закон, и отправил их на доработку. Ныне действующий флаг был принят 10 июля 2003 года.

## Описание
«Флаг представляет собой красное прямоугольное полотнище с соотношением длины к ширине 3:2, воспроизводящее в центре фигуры из гербового щита области: жёлтую липу в 2/3 ширины полотнища, стоящую на пяти зелёных холмах в 1/3 ширины, доходящую до краёв полотнища».

## Символика
Флаг, разработанный на основе герба Липецкой области, языком символов и аллегорий отражает исторические, природные и экономические особенности района.
Современная территория Липецкой области образована 6 января 1954 года Указом Президиума Верховного Совета СССР и расположена на исторических землях — Воронежской, Орловской, Рязанской, Курской областей, что аллегорически показано на флаге четырьмя холмами; пятый холм символизирует Липецкую область. Вместе с тем, зелёные холмы говорят о благодатности здешних земель — 85 % территории области занимают чернозёмы. Зелёный цвет дополняет символику природы области и символизирует достаток, процветание, стабильность.
Основной фигурой флага является дерево липы, делая таким образом флаг гласным. Дерево — древнейший символ братства и согласия, призывает распорядиться, определить стержень собственной жизни, прорасти «корнями» в землю, а «вершиной» коснуться неба. Липа в геральдике — олицетворение сердечности и доброжелательности, аллегорически символизирует саму жизнь: липа всегда давала человеку одежду и обувь, укрытие и посуду, промышленные и музыкальные инструменты; чай из соцветий липы считается успокаивающим средством, а целебные свойства липового мёда не превзойдены.
Жёлтый цвет (золото) — аллегорично показывает аграрный сектор экономики области (традиционными направлениями сельскохозяйственного производства являются растениеводство, животноводство, производство зерновых, картофеля, сахарной свёклы). Золото — это цвет солнца, богатства, зерна, плодородия, эликсира жизни, символизирует величие, уважение, прочность, интеллект, великолепие.
Красный цвет полотнища символизирует труд металлургов и машиностроителей, литейщиков и энергетиков, показывая Липецкую область промышленно развитым регионом. Красный цвет — символ труда, жизнеутверждающей силы, мужества, праздника, красоты.